# Il principe delle pezze
Il principe delle pezze è un film documentario del 2019 diretto da Alessandro Di Ronza.

## Trama
Catello è un semplice "pezzaro", un rivenditore di abiti usati che desidera di diventare un grande costumista. Queste "pezze" partono tutti i giorni da Ercolano, dove lui lavora, e giungono nelle più prestigiose sartorie per vestire i migliori attori del cinema italiano e internazionale. In questi atelier, Piero Tosi, Gabriella Pescucci, Colleen Atwood e Claudia Cardinale, parlano degli inizi delle proprie carriere e dei film a cui sono legati. Allo stesso tempo seguendo i sogni di Catello, si scopre quanto un "pezzaro" e un premio Oscar per il costume possano condividere la stessa passione per gli abiti, settore grazie al quale si è reso unico in tutto il mondo il cinema italiano.